# フローリング

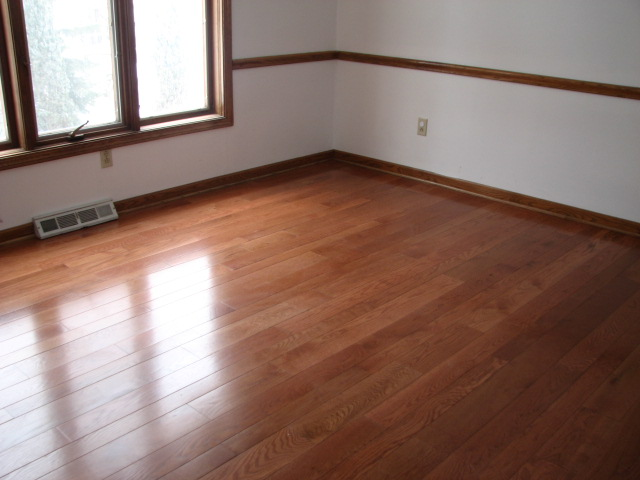
フローリング床（複合フローリング）

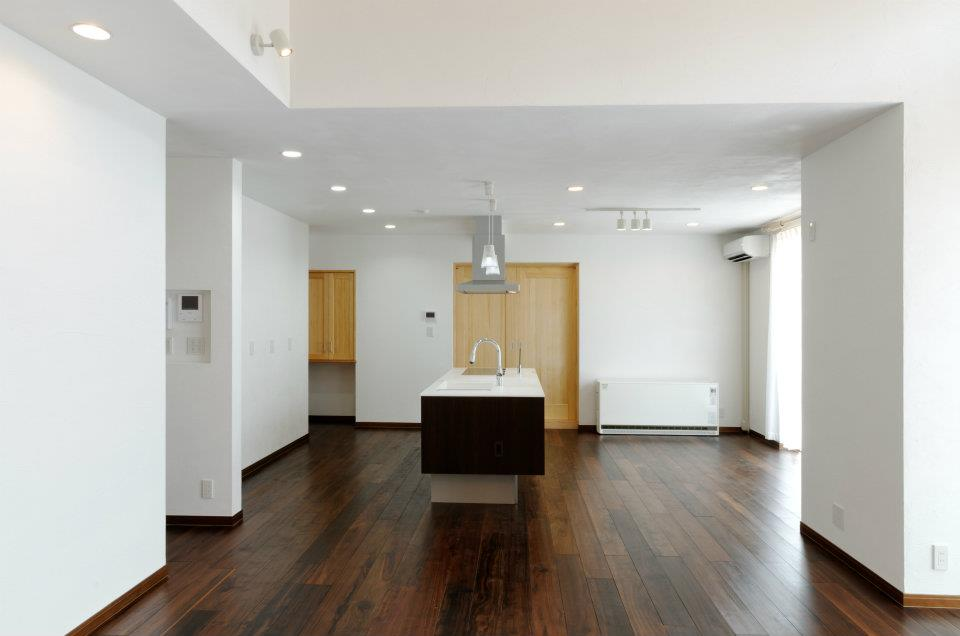
アジアンウォルナットの定尺幅広無垢(むく)板を使った床

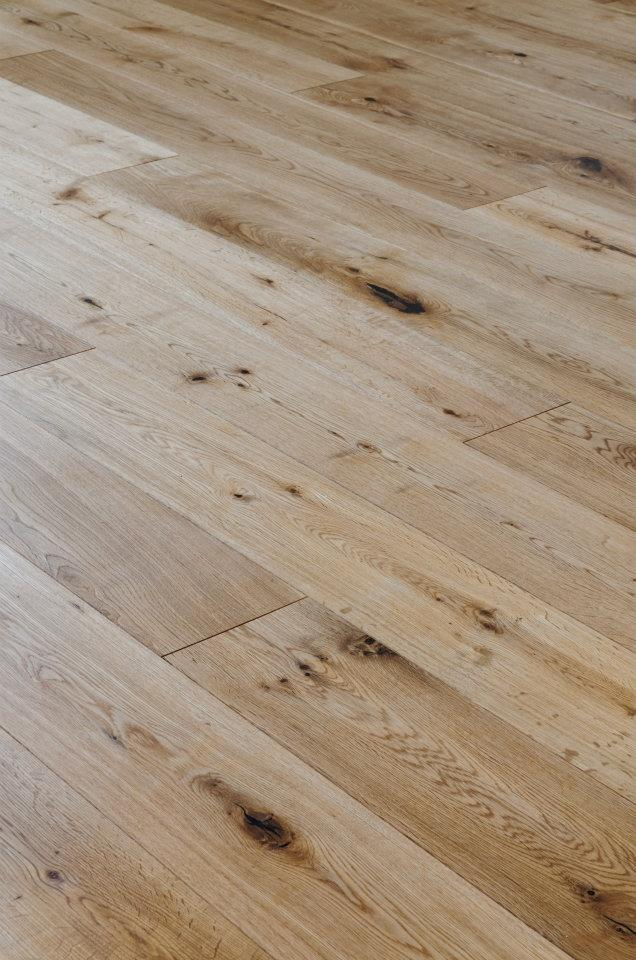
楢(ひのき)無垢材の定尺フロア（150mm×1820ｍｍ）

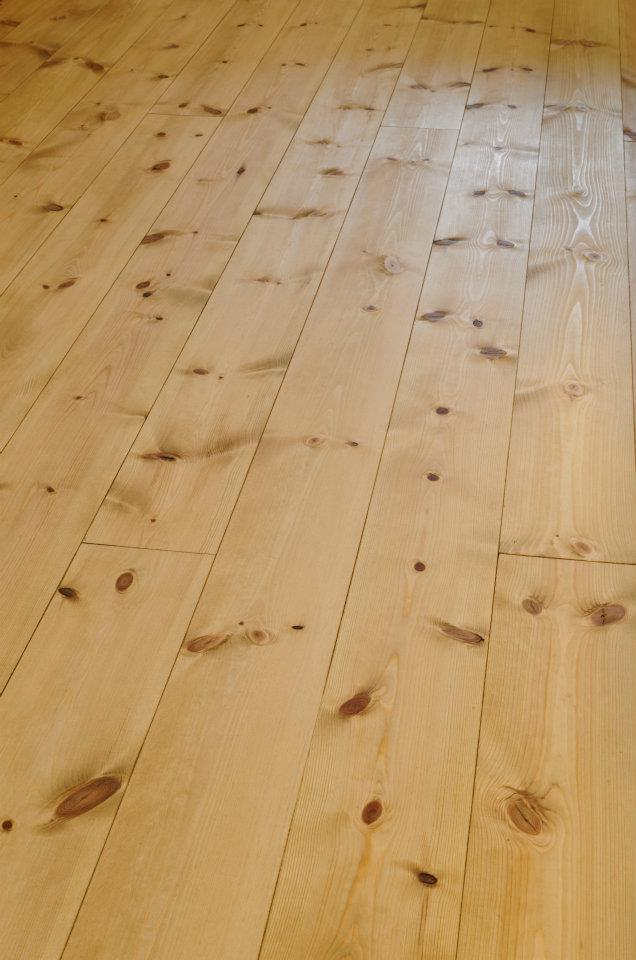
欧州パインの無垢材フロア。幅広長尺（150mm×4000mm）

フローリング、フロアリング（flooring）とは、主に木質系材料からなる床板で表面加工などの加工を施したもの。フローリングは板の側面に本実加工という差し込むための実（さね）を付ける加工を施したものである。
大きく分けて複合フローリングと無垢フローリングの2種類があり、素材に100％天然木を使用した無垢フローリングは、丸太をそのまま加工しているため、木の質感や温もり・香りがあるほか、調湿機能を持ち経年変化によって味わいを増す。複合フローリングは、安価ではあるが合板特有の安っぽさがあり、経年劣化し、肌さわりが冷たく、有害物質の放散が懸念されシックハウス症候群の一因となる。
なお英語の flooring は単に『床材』という意味であり、リノリウムや和室の畳も英語では flooring である。

## 種類と規格

### ISO
国際標準化機構（ISO）には十数種のフローリングに関する規格がある。
- ISO631：1975 Mosaic parquet panels - General characteristics[1]
- ISO1072：1975 Solid wood parquet - General characteristics[1]
- ISO1324：1985 Solid wood parquet - Classification of oak strips[1]
- ISO2036：1976 Wood for manufacture of wood flooring - Symbols for mark ing according to species[1]

など

### JAS
日本農林規格（JAS）では単層フローリングと複合フローリングに分類される。一般的には一枚板を基本とする無垢フローリング（ムクフローリング）が単層フローリングにあたり、これと複合フローリングに大別される。

#### 単層フローリング

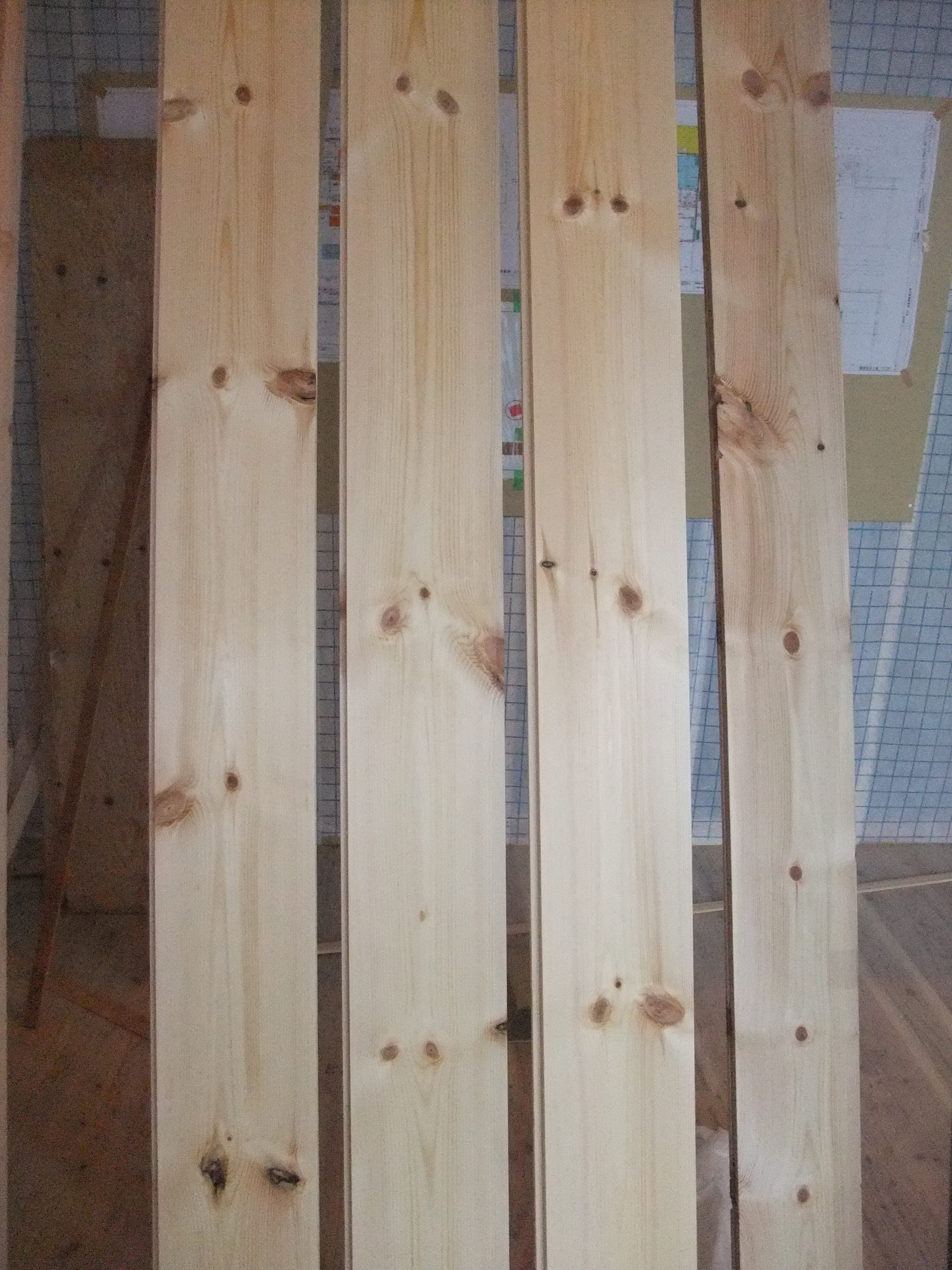
凹凸のついた実材

単層フローリングとはひき板を基材とする構成層が1（単層）のフローリングをいう（ただし、裏面に防湿・不陸緩和を目的として積層材料を接着したものを含む）。単層フローリングは、さらにフローリングボード（根太張用又は直張用）、フローリングブロック（直張用）、モザイクパーケット（直張用）に分類される。
- フローリング・ボード - 根太張用・直張用で、広葉樹、南洋材、針葉樹の1枚のひき板（縦継ぎしたものを含む）のもの[5]。
- フローリング・ブロック - 直張用で、ひき板を2枚以上並べて正方形又は長方形に接合したもの[5]。
- モザイク・パーケット - 直張用で、ひき板の小片（ピース）を2枚以上並べて紙等で組み合わせたもの[5]。

このうち最も広く生産、流通、施工されているものがフローリングボードである。
フローリングホードのうち根太張用のものは側面加工として「さねはぎ加工」を施す。小幅の長尺材を、一方の側面が凸、他方の側面が凹になった本実（ほんざね）加工とし、これを多数噛み合わせて床全体を隙間無く覆う。これを実矧ぎ（さねはぎ）ないし実継ぎ（さねつぎ）と称する。
フローリングホードのうち根太張用以外のものは側面加工として「あいじゃくり加工」を施す。

#### 複合フローリング

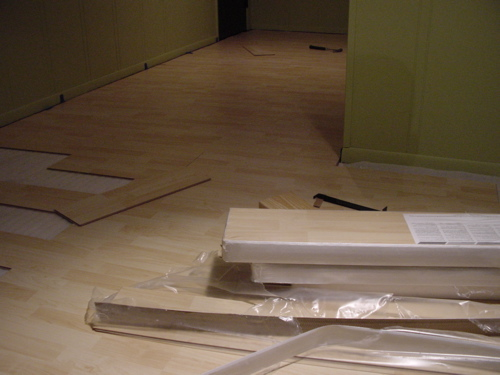
複合フローリングの施工

単層フローリング以外のフローリングで根太張や直張に用いられるフローリングをいう。
複合フローリングの規格では根太張用で厚さが21mm以下のものは「さねはぎ加工」を側面に施すこととされている。

### 形状による分類

#### 長さによる分類
- 定尺フローリング - 規定の長さで統一したフローリング。複合フローリング・WPC床材では大半を占める。長さ・幅はメーカー・製品により多様。
- 乱尺フローリング - 一片の長さが様々なフローリング。無垢材が殆ど。幅はメーカー・製品により多様。

#### 継ぎによる分類
継ぎ手のない完全な無垢材一枚ものをOPC、縦方向に３～５枚程度の板を継いだものをUNI、縦横に継ぎ手のある集成材のように見えるタイプをFJLと呼ぶ。ソリッド、ユニ、FJLに分類されることもある。

## ラミネートフローリング
日本国外ではラミネートフローリング（Laminate Flooring)と呼ばれる釘・接着剤を使用せず、さねを噛合わせて並べて置いていくタイプのフローリングが一般消費者のDIY市場に流通しており、日本でも業者向けにではあるが徐々に浸透してきている。日本で流通しているラミネートフローリングの表面は酸化アルミニウムでコーティングしてあり、基材は高密度繊維板であるものが多い。

## 施工
日本農林規格は、フローリングの工法を根太張と直張に分類する。

### 根太張
フローリング材を床組を構成する根太の上に直接貼り付ける工法である。釘打により貼り付けることが一般的だが、最近では接着剤を併用する場合が多い。釘打工法は、下地により根太（ねだ）工法と捨張工法がある。

### 直張
フローリング材を接着剤のみで下地に施工する方法である。下地がモルタル面や捨て張りされている場合等、下地が平面で、強度を有する場合でないと用いえない。一般的には直貼り専用のフローリング材が用いられる。コンクリート建造物等の躯体床面に強度がある場合、根太や各種下地工法を省く事ができる。
体育館等、強度が求められる場合、鋼製床組上に下地材を捨て張りした後に直張を行うのが一般的。多くは、無垢材を用いビス止め→ダボを打ち→研磨→塗装の工程を採る工法を採る。

### 並べ方
定尺張
定尺の材料を用い、決まった長さに加工した「張り出し」を作り、その繰り返しで張る。
例1：900mmの材料で、900mm・675mm・450mm・225mmの張りだしを作り、順に並べ、その繰り返しで張る張り方。（定尺階段張り（4段））
例2：900mmの材料を450mm・900mmの張りだしを作り、順に並べ、その繰り返しで張る張り方。（レンガ張り）
乱尺張
定尺の材料をランダムな長さに加工した「張り出し」を作り、張る。階段状に張る場合もある（乱尺階段張）。乱尺の材料の場合必然的に乱尺張りになる。
網代張
網代編状に定尺フローリングを並べる。
その他
- 複数の幅の材料を用いて張る。（列毎に幅の違うものを張る）
- ヘリンボーン(Herringbone pattern)、魚のウロコ状の模様。ヘリンボーン張りが出来るのは、交互に凸凹サネ加工がされているヘリンボーン張り専用の製品に限られる。
- 塗装品で、違った色合いの製品、複数色で張る。（ランダム・ポイント・ライン等）

他

## 保守
フローリングの表面には温かみがあり、肌触りがよく、断熱性や調湿性に優れている。また、汚れにくく、カビやダニも発生しづらい素材であり、比較的衛生的な床材である。
直射日光を避ける
フローリングは直射日光に当たると日焼けが発生するおそれがある。
水
長時間水にさらされていると、シミや割れ、変色のおそれがあり、床で転倒する危険も高くなる。
キズや凹み
家具により表面に傷がつくことがあるため、対策として堅い樹種のフローリングや耐傷性処理を施したフローリングが利用されることがある。また重量家具やピアノを設置すると凹みが生じるおそれがあるため、保護板や緩衝材を敷くこともある。
薬品・洗剤・灯油
薬品・洗剤・灯油などがかかるとシミや変色、塗膜劣化の原因となる。
ワックス
フローリングによって最適なワックスが異なり、複合フローリングにはワックス不要製品もある（ワックス不要製品にワックスを施すと表面にムラができることがある）。

## 縁甲板

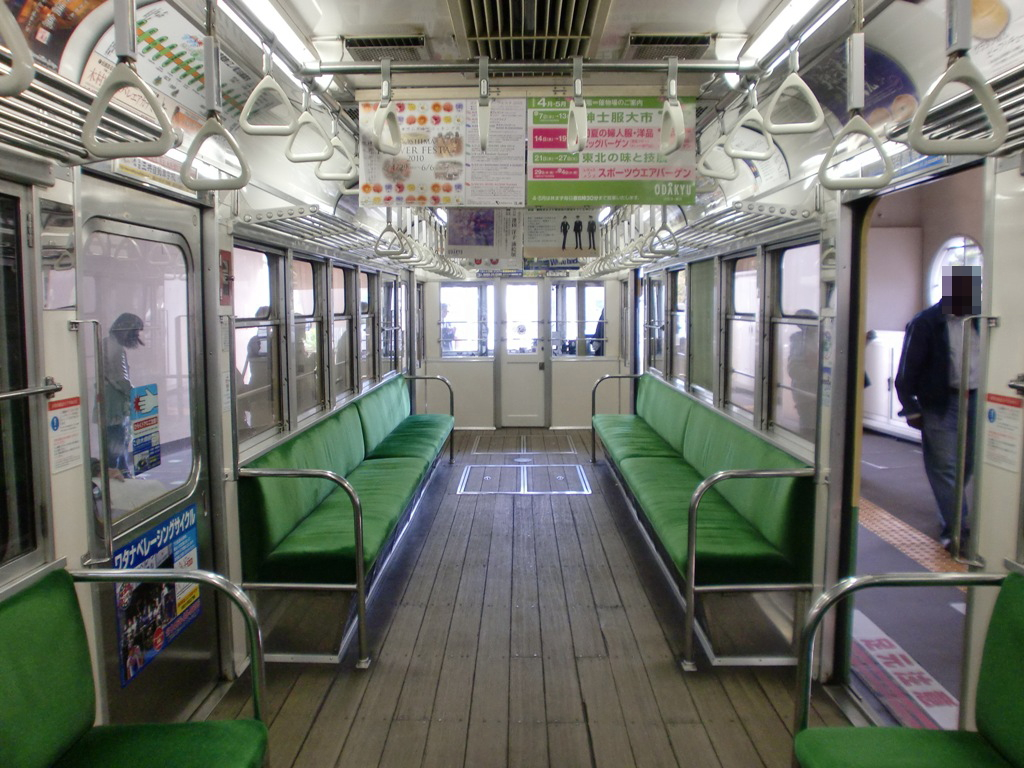
縁甲板を使った客車

フローリングと同じく板の側面に差し込むための本実加工を施すものに縁甲板がある。縁甲板は、日本の伝統的な家屋の廊下や壁などに使用される和風の床用木材・フローリング材のことで、元来はヒノキ、杉、松などの針葉樹が使用された。縁側・外廊下の甲板として使われていたことが語源である。近年では、縁側が作られることが少なくなったため、フローリングと同義で使用されることが多くなった。日本農林規格（JAS）では、長さの規定はなく、縁甲板は単層フローリングの一種に該当する。建築業界では一般的に長さ1.8ｍ以上を縁甲板、それ以下の長さのものをフローリングと呼びならわす。縁甲板は単層フローリングの一種にあたるが、業界では、長さ1.8m以上を縁甲板、それ以下をフローリングと呼んでいる。